# Creșterea nivelului mării

Creșterea nivelului curent al mării, între 1880–2000

Creșterea nivelului curent al mării a avut loc cu o rată medie de 1,8 mm pe an în secolul al XX-lea și, mai recent, în timpul erei măsurătorilor prin satelit, nivelul mării a crescut cu rate între 2,8 ± 0,4 și 3,1 ± 0,7 mm pe an (1993–2003). Fenomenul se datorează în mod semnificativ încălzirii globale, care va duce la creșterea nivelul mării pe parcursul secolului următor și pe perioade mult mai lungi în viitor. 
Conform datelor publicate de NASA în 2015, nivelul Oceanului Planetar a crescut în medie cu 7,4 cm, între 1992 și 2014. 

## Legături externe
- ro Nivelul Oceanului Planetar a crescut cu 7,4 cm din 1992